# Окончание
Окончанието като термин от езикознанието означава морфема, която показва някои от граматическите признаци на думата (род, число, лице, време).
Примери:
- Окончанието -ове променя числото на думата град от единствено на множествено: градове.
- Окончанието -х променя лицето на глагола разбра от трето на първо: разбрах.
- Окончанието -ше променя времето на глагола играе от сегашно на минало несвършено: играеше.
- Окончанието -а променя рода на прилагателното красив от мъжки на женски: красива.

Поначало окончанията променят само граматическото, но не и лексикалното значение на думата. По изключение обаче окончанието може да играе и ролята на наставка. Ако например към съществителното име вълк (което се състои само от корен) се добави окончанието -и, ще се получи не различна форма на същата дума, а друга дума, която вече не е съществително, а прилагателно име в мъжки род: вълчи (например вълчи вой). В случая ч не е наставка, а част от корена, като стои на мястото на к (в древността звукът к не е можел да стои пред и, затова е преминавал в ч).